# Lutzelhouse
Lutzelhouse (deutsch Lützelhausen) ist eine französische Gemeinde mit 1907 Einwohnern (Stand 1. Januar 2021) im Département Bas-Rhin in der Region Grand Est (bis 2015 Elsass). Das Dorf hat den Charakter einer Streusiedlung und ist von Höhenzügen der Vogesen umgeben. Eine Nachbargemeinde ist Wisches im Südwesten.

## Bevölkerungsentwicklung
| 1962 | 1968 | 1975 | 1982 | 1990 | 1999 | 2006 | 2011 | 2014 | 2019 |
| ---- | ---- | ---- | ---- | ---- | ---- | ---- | ---- | ---- | ---- |
| 0975 | 0980 | 1063 | 1150 | 1257 | 1544 | 1813 | 1835 | 1868 | 1879 |

|  |  |  |